# Czirpan
Czirpan (bułg. Чирпан) – miasto w południowej Bułgarii, w obwodzie Stara Zagora. Ośrodek administracyjny gminy Czirpan; u podnóża Srednej Gory.
W mieście rozwinął się przemysł winiarski, włókienniczy, elektromaszynowy oraz odzieżowy.